# 具志頭得助
具志頭 得助（ぐしちゃん とくすけ、1905年1月18日 - 1978年12月26日）は、日本の政治家、経営者。沖縄テレビ放送社長、沖縄日日新聞社社長等を務めた。沖縄県久米村(現在の那覇市)出身。

## 来歴・人物
1917年に那覇尋常小学校を卒業。沖縄県農工銀行での勤務を経て、1932年に那覇市会議員となり、戦後には市会議長も務めた。1953年11月に沖縄相互銀行初代頭取に就任。沖縄テレビ放送初代社長も務めた。
1978年12月26日肺癌のために死去。73歳没。